# Onychothemis testacea
Onychothemis testacea е вид водно конче от семейство Libellulidae. Видът не е застрашен от изчезване.

## Разпространение и местообитание
Разпространен е във Виетнам, Индия, Китай (Гуандун, Гуанси и Хайнан), Лаос, Малайзия (Западна Малайзия), Мианмар, Провинции в КНР, Тайван, Тайланд, Хонконг и Шри Ланка.
Обитава сладководни басейни и потоци.